# Emiliano Zapata (Albia)
Emiliano Zapata är en ort i Mexiko.   Den ligger i kommunen San Pedro och delstaten Coahuila, i den centrala delen av landet, 800 km nordväst om huvudstaden Mexico City. Emiliano Zapata ligger 1 107 meter över havet och antalet invånare är 671.
Terrängen runt Emiliano Zapata är mycket platt. Runt Emiliano Zapata är det glesbefolkat, med 9 invånare per kvadratkilometer. Närmaste större samhälle är Concordia, 10,3 km sydost om Emiliano Zapata. Omgivningarna runt Emiliano Zapata är i huvudsak ett öppet busklandskap.